# کاهن اعظم رع
کاهنِ اعظمِ رع (عربی: كاهن رع الأكبر، انگلیسی: High Priest of Ra) کاهنِ بزرگ خدای رع در مصر باستان بود که به «پیشگوی اعظم» هم شهرت داشت.
مرکز اصلی اعتقاد به رع در هلیوپلیس (در شمال شرقی قاهره کنونی) بود.
کاهنان اعظم خدای رع به‌خوبیِ کاهنان سایر خدایان همچون آمون و پتاح شناخته شده نیستند.

## پادشاهی کهن
پادشاهی کهن مصر (حوالی سال ۲۶۸۶ تا ۲۱۸۱ از گاه‌شماری دوران مشترک)
- ایمهوتپ در دوران جوزر از دودمان سوم مصر
- شاهزاده راهوتپ، احتمالاً فرزند سنفرو از دودمان چهارم مصر

## پادشاهی میانه
پادشاهی میانه مصر (حوالی سال ۲۰۵۵ تا ۱۵۵۰ از گاه‌شماری دوران مشترک)
- نوب‌کاورع‌عنخ
- خع‌کاورع‌ئمحات
- ماعخرورع-ئمحوت‌عات
- خنتی‌حتپ ئیم‌عاتیب
- یوفسنف[۲]

## پادشاهی نوین
پادشاهی نوین مصر (حوالی سال ۱۵۵۰ تا ۱۰۶۹ از گاه‌شماری دوران مشترک)
دودمان هجدهم مصر
- اللاهون
- پاواح

دودمان نوزدهم مصر
- باک
- آمنمئوپ
- مری‌آتوم
- رع‌حتپ

دودمان بیستم مصر
- مری‌آتوم دوم
- نب‌ماعت‌رع